# Sylvilagus gabbi
Sylvilagus gabbi és una espècie de mamífer lagomorf de la família dels lepòrids. Viu a altituds d'entre 0 i 800 msnm a Belize, Costa Rica, Guatemala, Mèxic, Nicaragua i Panamà. El seu hàbitat natural són els boscos tropicals de plana. Està amenaçat per la desforestació. Fou classificat dins de S. brasiliensis fins a principis del segle xxi. Fou anomenat en honor del paleontòleg estatunidenc William More Gabb.